# Poilly-sur-Tholon
Poilly-sur-Tholon település Franciaországban, Yonne megyében. Lakosainak száma 670 fő (2022. január 1.). Poilly-sur-Tholon Valravillon, Fleury-la-Vallée, Charbuy, Chassy, Égleny, Lindry, Saint-Maurice-le-Vieil, Saint-Maurice-Thizouaille és Montholon községekkel határos.

## Népesség
A település népességének változása:
| Lakosok száma | 714  | 701  | 712  | 688  | 681  | 677  | 675  | 672  | 670  |
|               | 2013 | 2015 | 2016 | 2017 | 2018 | 2019 | 2020 | 2021 | 2022 |